# Kabupaten d'Indramayu
Le kabupaten d'Indramayu, en indonésien Kabupaten Indramayu, est un kabupaten d'Indonésie situé dans la province de Java occidental.

## Géographie
Le kabupaten d'Indramayu est bordé :
- Au nord et à l'est, par la mer de Java,
- Au sud, par les kabupaten de Cirebon, Majalengka et Sumedang,
- À l'ouest, par celui de Subang

## Histoire
Avec les kabupaten de Cirebon, Kuningan et Majalengka, Indramayu faisait partie du territoire traditionnel de l'ancien sultanat de Cirebon. Mais contrairement à Kuningan et Majalengka, dont les premiers bupati étaient des dignitaires de la cour de Cirebon, le premier bupati d'Indramayu était un lurah ou chef de village dont la dignité fut élevée avec la création du kabupaten.  Au milieu du XIXe siècle encore, Indramayu était gouvernée par un rangga, c'est-à-dire un bupati de 3e rang. Le statut d'Indramayu était donc considéré comme inférieur à celui des autres kabupaten. Une autre caractéristique qui distinguait Indramayu du reste de l'ancien sultanat de Cirebon était sa population largement javanaise.

## Langue et culture
La population d'Indramayu parle un dialecte javanais, qu'on appelle "dermayon", proche de celui de Cirebon.
Elle parle également le sundanais.

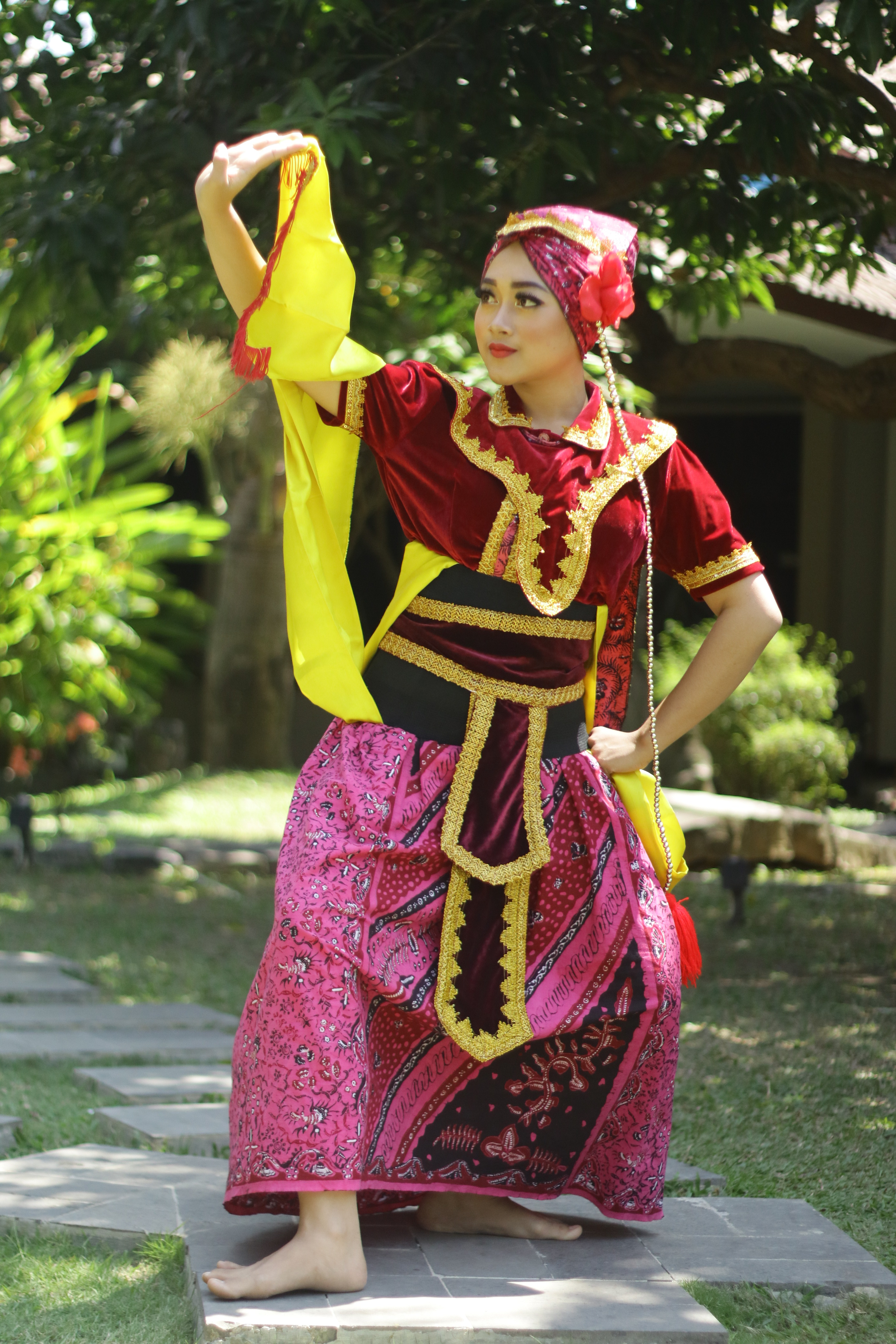
Danse d'Indramayu
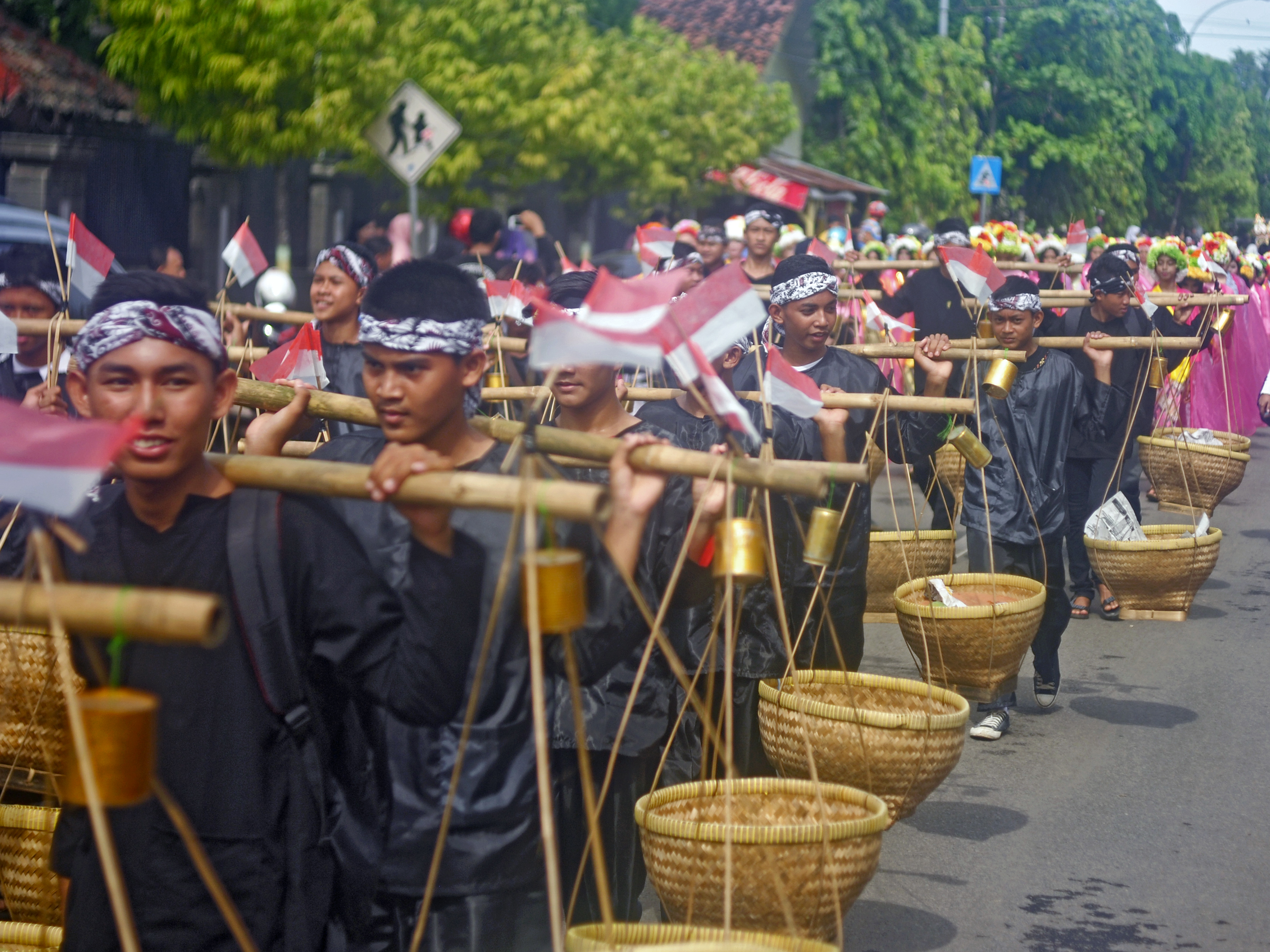
Ngarot, un rituel exécuté au moment des semailles du riz
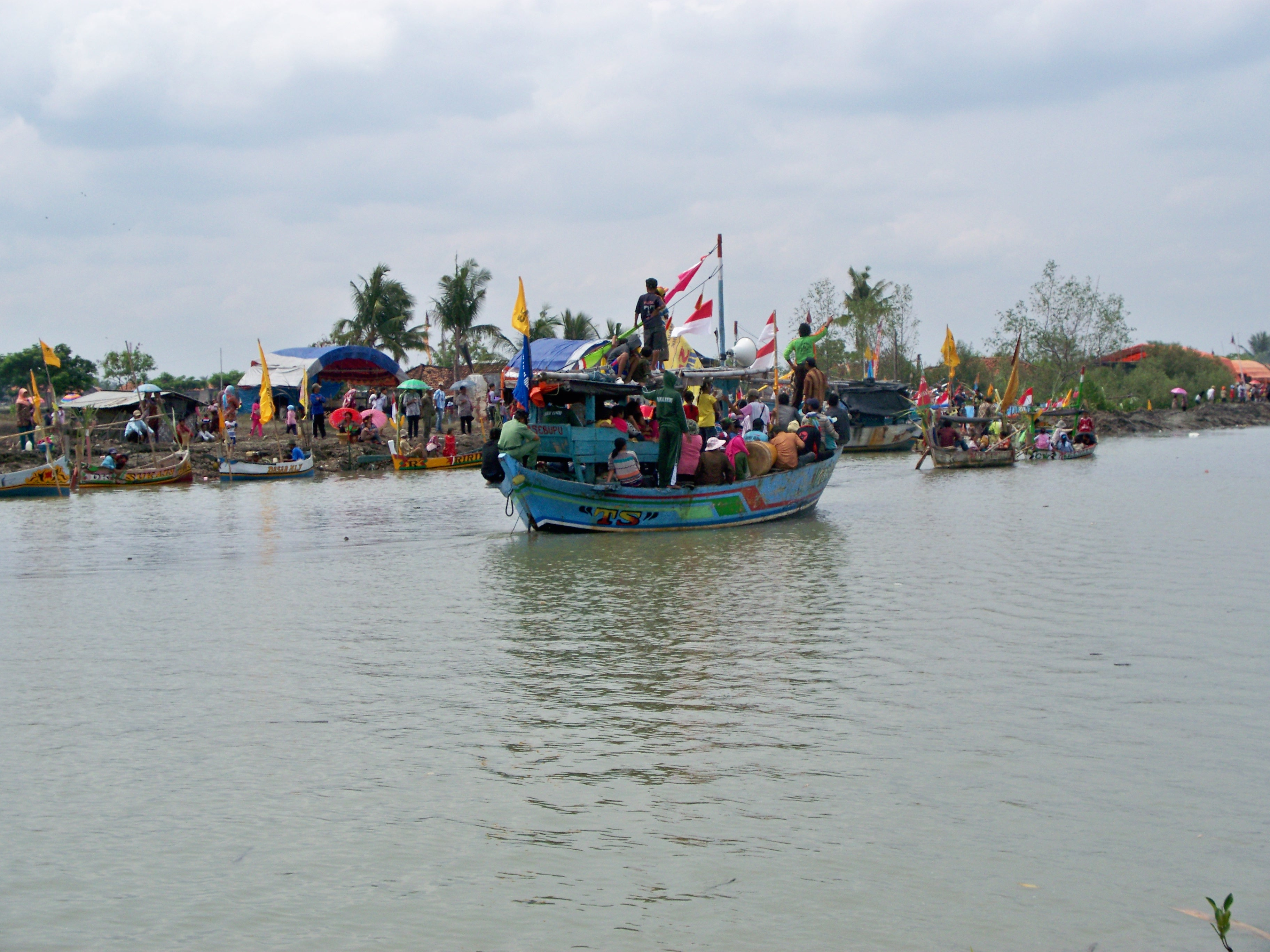
Un nadran, rituel de demande ou de célébration d'une bonne pêche, à Kandanghaur dans la région d'Indramayu

L'art et la culture à Indramayu est une acculturation de la culture javanaise d'Indramayu et de la partie nord de la Sonde, la culture qui se développe dans la communauté Indramayu est une forme d'expression réelle de l'acculturation de deux cultures différentes.[23] Orgue uniqueModifier L'art Indramayu, dont l'un est l'art de l'orgue unique, qui est une performance musicale sur scène utilisant l'orgue. Cet orgue unique est généralement joué lors de presque tous les événements, tels que le dix-septième événement, ainsi que lors de fêtes religieuses telles que l'Aïd al-Fitr et l'Aïd al-Adha, bien qu'il soit plus souvent exécuté lors d'occasions de célébration, telles que les mariages et les circoncisions. . En plus d'être sur scène, de la musique d'orgue est également jouée dans le village à certaines heures, comme pendant le mois de Ramadan. Deux d'entre eux sont assez connus et leurs artistes sont : un seul orgue Rolani Electone avec Aas Rolani et un seul orgue Puspa Kirana avec Dewi Kirana. Il n'est pas rare que ces groupes obtiennent des emplois en dehors d'Indramayu, même dans toutes les provinces. La danse des masquesModifier Un autre art traditionnel est l'art de la danse des masques, cet art est l'art original de la région de Cirebon, y compris Indramayu. La danse des masques est l'une des danses du tatar Parahyangan. C'est ce qu'on appelle une danse des masques, car les danseurs utilisent des masques lorsqu'ils dansent. La danse des masques elle-même est très diversifiée, et s'est développée en termes de mouvement, ainsi que l'histoire à véhiculer. Parfois, la danse des masques est jouée par un seul danseur de danse, ou elle peut également être jouée par plusieurs personnes. Un autre type de danse des masques est la danse des masques Kelana Kencana Wungu, qui est une série de danses de masques de style Parahyangan qui racontent l'histoire de la reine Kencana Wungu qui est poursuivie par le roi Menak Jingga qui est amoureux d'elle. Fondamentalement, chaque masque qui représente chaque personnage décrit la nature humaine. Kencana Wungu, avec un masque bleu, représente un personnage vif mais gracieux. Menak Jingga (également connu sous le nom de Kelana), avec un masque rouge, représente un personnage violent, capricieux et impatient. Cette danse est de Nugraha Soeradiredja. Les mouvements gracieux des mains et du corps, ainsi que l'accompagnement musical dominé par les tambours et le rebab, sont d'autres caractéristiques de la danse des masques. Cet art de la danse des masques existe toujours et est étudié dans les studios de danse existants, et est encore souvent exécuté lors d'événements régionaux officiels, ou à d'autres moments régionaux traditionnels. L'un des studios de danse masquée d'Indramayu est le studio de danse masquée Mimi Rasinah, situé dans le village de Pekandangan, à Indramayu. Mimi Rasinah est une maestro de la danse masquée qui est toujours active dans la danse et enseigne l'art de la danse masquée même si elle est paralysée depuis 2006, Mimi Rasinah est décédée en août 2010.